# Phasmatinae
A Phasmatinae a rovarok (Insecta) osztályának a botsáskák (Phasmatodea) rendjéhez, ezen belül a valódi botsáskák (Phasmatidae) családjához tartozó alcsalád.

## Rendszerezés
Az alcsaládba az alábbi nemzetségek, nemek és fajok tartoznak:
- Acanthomimini
  - Acanthomima
  - Anophelepis
  - Arphax
  - Mauritiophasma
    - Mauritiophasma motalai

  - Vasilissa
- Acanthoxylini
  - Acanthoxyla - szinonimája: Macracantha
  - Argosarchus
    - Argosarchus horridus

  - Clitarchus
  - Pseudoclitarchus
    - Pseudoclitarchus senta - korábban Acanthoxyla senta

  - Tepakiphasma
    - Tepakiphasma ngatikuri Buckley & Bradler, 2010
- Phasmatini
  - Acrophylla
  - Anchiale
  - Cigarrophasma
  - Ctenomorpha
    - Ctenomorpha chronus

  - Eurycnema
  - Onchestus
  - Paractenomorpha
  - Paracyphocrania
  - Paronchestus
  - Peloriana
  - Phasma